# Szpital Powiatowy w Zawierciu
Szpital Powiatowy w Zawierciu – jedyny szpital znajdujący się w Zawierciu, mający siedzibę przy ul. Miodowej 14. Powstał w 1962 roku, od 1998 roku posiada status samodzielnego publicznego zakładu opieki zdrowotnej.

## Historia
Po II wojnie światowej służba zdrowia w Zawierciu nie zaspokajała potrzeb mieszkańców. W mieście znajdowały się dwa szpitale, przy czym Szpital nr 1 (znajdujący się przy ul. Okólnej 10) dysponował trzema oddziałami z łącznie 92 łózkami, a Szpital nr 2 (przy ul. Pastewnej 6) także miał trzy oddziały, w sumie 70 łóżek. W związku z tym w 1954 roku rozpoczęto budowę nowego szpitala przy ul. Miodowej. Szpital Miejski w Zawierciu został oddany do użytku w styczniu 1962 roku i dysponował 13 oddziałami oraz 525 łóżkami (stan na 1967 rok). Do 1973 roku szpital posiadał własną administrację, z której następnie był zmuszony zrezygnować wskutek powstania Zespołu Opieki Zdrowotnej. W 1999 roku szpital zmienił nazwę na Szpital Powiatowy w Zawierciu.

## Oddziały[1]
- Oddział Chirurgii Ogólnej[2]
- Oddział Chorób Wewnętrznych z Pododdziałem Kardiologicznym
- Oddział Chirurgii Urazowo-Ortopedycznej
- Oddział Medycyny Paliatywnej
- Oddział Okulistyczny
- Oddział Neurologiczny z Pododdziałem Udarowym
- Oddział Pediatryczny
- Oddział Noworodków z Pododdziałem Patologii Noworodka
- Oddział Położniczo - Ginekologiczny z Blokiem Porodowym
- Oddział Obserwacyjno-Zakaźny w tym Pododdział Skórno-Wenerologiczny
- Oddział Anestezjologii i Intensywnej Terapii
- Oddział Rehabilitacji Neurologicznej
- Szpitalny Oddział Ratunkowy (SOR)

## Pracownie[1]
- Pracownia endoskopii
- Zakład rehabilitacji
- Pracownia serologii, bank krwi
- Pracownia eeg
- Pracownia kardiologiczna badań diagnostyki nieinwazyjnej
- Medyczne laboratorium diagnostyczne
- Pracownia rezonansu magnetycznego
- Pracownia tomografii komputerowej
- Pracownia rtg
- Pracownia ultrasonografi(usg)
- Pracownia mammografii
- Pracownia densytometrii
- Pracownia anatomopatologii (prosektorium)
- Apteka szpitalna

## Poradnie[1]
- Poradnia Okulistyczna
- Poradnia Chirurgii Ogólnej
- Poradnia Chirurgii Urazowo-ortopedycznej
- Poradnia Chorób Zakaźnych
- Poradnia Zaburzeń I Wad Rozwojowych Dzieci
- Poradnia Onkologiczna
- Poradnia Opieki Paliatywnej
- Poradnia Otolaryngologiczna
- Poradnia Alergologiczna
- Poradnia Neurologiczna
- Poradnia Ginekologiczno-położnicza
- Poradnia Diabetologiczna
- Poradnia Reumatologiczna
- Poradnia Endokrynologiczna
- Poradnia Preluksacyjna
- Poradnia Dermatologiczna
- Poradnia Wad Postawy
- Poradnia Urologiczna
- Poradnia Rehabilitacyjna
- Poradnia Gruźlicy I Chorób Płuc
- Poradnia Zdrowia Psychicznego
- Poradnia Leczenia Uzależnień Alkoholowych I Współuzależnień
- Poradnia Kardiologiczna
- Poradnia Neurologii Dziecięcej
- Poradnia Medycyny Pracy
- Poradnia Lekarza Poz
- Poradnia Sportowo-lekarska
- Nocna I Świąteczna Opieka Zdrowotna